# Bela Vista (Metro de Lisboa)
Bela Vista es una estación de la línea Roja del metro de Lisboa, Portugal, inaugurada el 19 de mayo de 1998 como parte de la creación de la línea entre Alameda y Oriente para servir a la Expo '98.
Fue diseñada por el arquitecto Paulo Brito da Silva con la intervención artística del pintor y ceramista Querubim Lapa.
Está equipada para atender a pasajeros con movilidad reducida y dispone de ascensores y escaleras mecánicas.
Funciona todos los días del año, de 06:30 a 1:00.
Bela Vista es una de las seis estaciones inauguradas en 1998 (además de la remodelación de Alameda) en la creación de la línea Roja para alcanzar a la zona de Parque las Naciones con motivo de la Exposición Especializada de Lisboa (Expo '98) que comenzó el 22 de mayo. Tanto el nuevo tramo de la línea como las estaciones Olaias, Bela Vista, Chelas y Oriente (que entonces se convertía en estación terminal de la línea Roja) estuvieron operativas a tiempo, mientras que Cabo Ruivo se abrió al público el 18 de julio de 1998 y Olivais recién el 7 de noviembre de ese mismo año.